# 彼得·博恩

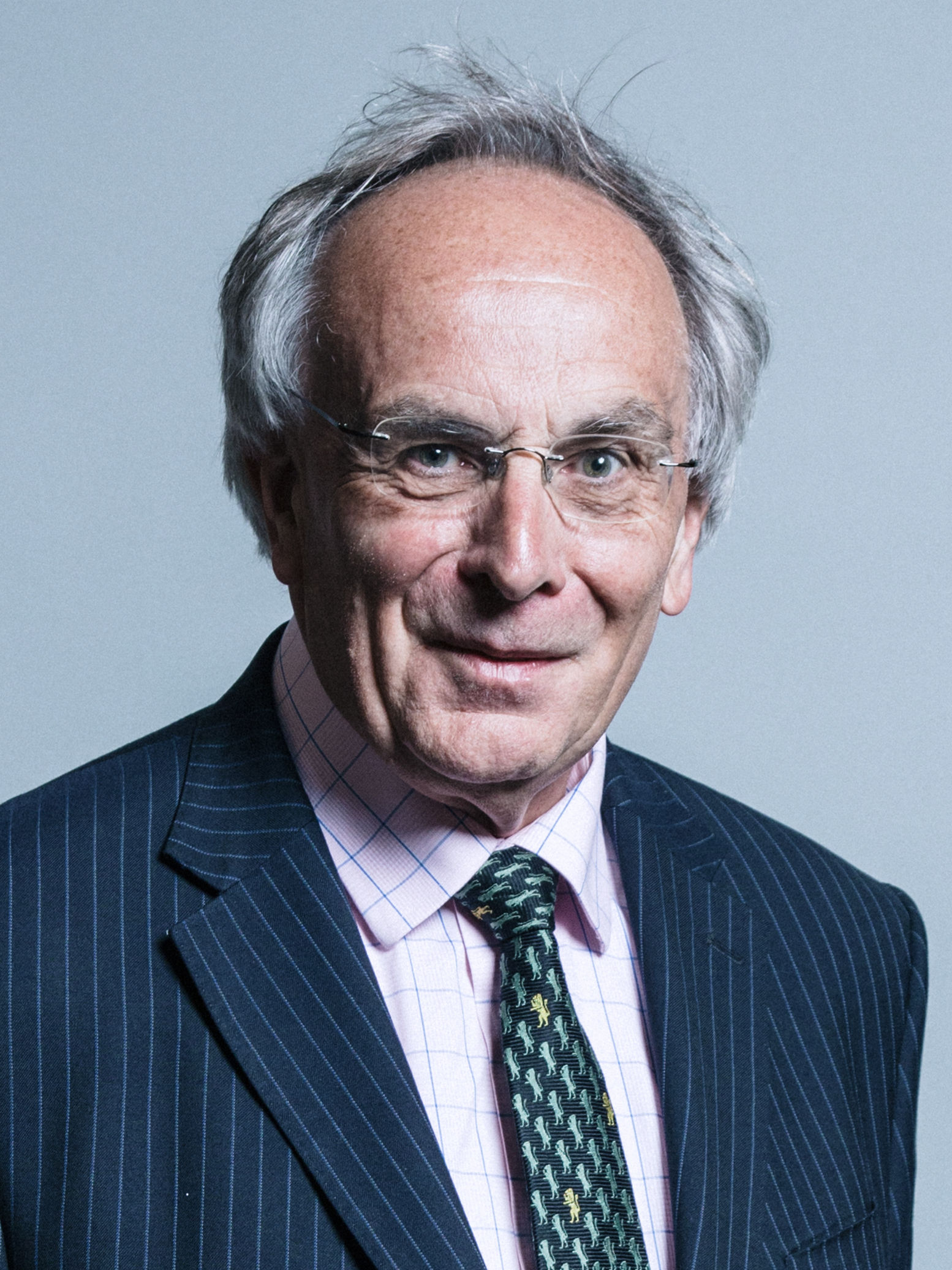

彼得·博恩（英語：Peter Bone，1952年10月19日—）是一位英格蘭政治人物，他的黨籍是保守黨。他在2005年至2023年間擔任韋靈伯勒選區英國下議院議員。在踏入政壇之前他是一位商人。他是一位活躍的英國聖公會教徒。